# Summerteeth
Summerteeth is het derde album van de Amerikaanse rockband Wilco, en is in 1999 uitgebracht door Reprise Records.
Met het album "Summerteeth" is Wilco qua muzikale stijl een compleet andere richting in geslagen.
Zo wordt er gebruikgemaakt van grote arrangementen, vaak met (elektronische) geluidseffecten, samples en feedback.
Er werd veel geëxperimenteerd en gebruikgemaakt van keyboards en synthesizers.
Jay Bennet, toen nog toetsenist van Wilco: "Ik ben twee jaar bezig geweest met het sparen van keyboards".
Alle soorten en maten van keyboards en synthesizers werden via bekende tweedehands 
verkoopsites gekocht en vervolgens gebruikt in de nummers.
Enkele nummers en oefensessies van nummers van dit album komen ook voor in de documentaire "I Am Trying To Break Your Heart" van Sam Jones.

## Tracklist
- Can't Stand It
- She's A Jar
- Shot In The Arm
- We're Just Friends
- I'm Always In Love
- Nothing'severgonnastandinmyway (Again)
- Pieholden Suite
- How To Fight Loneliness
- Via Chicago
- ELT
- My Darling
- When You Wake Up Feeling Old
- Summer Teeth
- In A Future Age
- Candyfloss (Bonus)